# 錳白雲石
錳白雲石（英語：Kutnohorite）是一種稀有的碳酸鈣錳礦物，含有鎂和鐵，是白雲石 礦物族的一員。 它與白雲石和鐵白雲石（ankerite）形成[固溶]]系列。 端元分子式為CaMn2+(CO3)2, 但Mg2+和Fe2+普遍代替Mn2+,錳含量從38%到84%不等, 故式Ca(Mn2+,Mg,Fe2+)( CO3)2 更能代表物種。 它由 Bukowsky 於 1901 年以捷克共和國波希米亞庫特納霍拉的標準產地命名 。標準標本保存在美國馬薩諸塞州劍橋市的哈佛大學。

### 结晶学特征
锰白云石屬三斜晶系, 呈菱面晶体或多晶体构成球状集合体，最大粒径可至2cm. 通常為白色、浅粉色至亮粉色, 透明至半透明。
摩氏硬度3.5-4, 断口為次贝壳状断口, 密度3.12 .

### 成因产状
锰白云石常产于与含锰沉积物有关的矿床中。比较重要的产地分布在捷克KutnáHora和Chvaletice、瑞典Langban、意大利Levane、美国新泽西州等、加拿大魁北克、墨西哥Providencia、日本Hoei锡矿山、澳大利亚BrokenHill等地，在南非NChwaning矿区有出产好的锰白云石晶体。
其常见的伴生矿物为菱锰矿，文石和方解石 。